# Prva savezna liga Jugoslavije u nogometu 1978./79.
Prvenstvo Jugoslavije u nogometu za sezonu 1978./79. bilo je pedeseto po redu najviše nogometno natjecanje u Jugoslaviji, trideset i treće poslijeratno, koje je započelo 12. kolovoza 1978. i završilo 17. lipnja 1979.

Prvak je postao hrvatski klub, NK Hajduk, koji je osvojio devetu titulu.

Najbolji strijelac bio je Dušan Savić iz Crvene zvezde s 24 golova.
Ukupan broj gledatelja iznosio je 2.531.941.

## Sustav natjecanja
Igralo se u dvije faze. Momčadi su međusobno igrale dvokružni ligaški sustav. Igrala se po jedna utakmica na domaćem i gostujućem terenu.  Prvakom je postala momčad koja je sakupila najviše bodova u skupini za prvaka (pobjeda = 2 boda, neodlučeni ishod = 1 bod, poraz = bez bodova).
Pravila koje su određivala poredak na ljestvici su bila: 1) broj osvojenih bodova, 2) gol-razlika, 3) veći broj postignutih golova, 4) baraž

## Formiranje lige
U obzir ulazi 16 najbolje plasiranih iz prethodne sezone, plus pobjednici dviju skupina Druge savezne lige 1977./78.
- Iz Prve savezne lige natjecali su se Partizan, Crvena zvezda, Hajduk Split, Dinamo Zagreb, Rijeka, Sloboda Tuzla, Velež Mostar, Vojvodina, Sarajevo, Olimpija Ljubljana, Budućnost, Borac Banja Luka, Osijek, Radnički Niš, Zagreb i OFK Beograd
- Iz Druge savezne lige: Željezničar (pobjednik zapadne skupine) i Napredak Kruševac (pobjednik istočne skupine)

## Sudionici
| Slovenija       | Hrvatska                                             | Bosna i Hercegovina                                                 | Srbija           | Srbija                                                                         | Srbija  | Crna Gora       | Makedonija |
| Slovenija       | Hrvatska                                             | Bosna i Hercegovina                                                 | Vojvodina        | Središnja Srbija                                                               | Kosovo  | Crna Gora       | Makedonija |
| --------------- | ---------------------------------------------------- | ------------------------------------------------------------------- | ---------------- | ------------------------------------------------------------------------------ | ------- | --------------- | ---------- |
| - Olimpija (LJ) | - Dinamo (Z) - Hajduk (S) - Osijek - Rijeka - Zagreb | - Borac (BL) - Sarajevo - Sloboda (T) - Velež (M) - Željezničar (S) | - Vojvodina (NS) | - OFK Beograd - Crvena zvezda (B) - Napredak (K) - Partizan (B) - Radnički (N) | - nitko | - Budućnost (T) | - nitko    |

- OFK Beograd, Beograd
- FK Borac, Banja Luka
- FK Budućnost, Titograd
- FK Crvena zvezda, Beograd
- NK Dinamo, Zagreb
- NK Hajduk, Split
- FK Napredak Kruševac, Kruševac
- NK Olimpija, Ljubljana
- NK Osijek, Osijek
- FK Partizan, Beograd
- FK Radnički Niš, Niš
- NK Rijeka, Rijeka
- FK Sarajevo, Sarajevo
- FK Sloboda, Tuzla
- FK Velež, Mostar
- FK Vojvodina, Novi Sad
- NK Zagreb, Zagreb
- FK Željezničar, Sarajevo

## Ljestvica
U 1. kolu te je sezone Rijeka na Kantridi svladala Dinamo s 2:1, no Modri su još prije utakmice upozorili domaće da će se žaliti ako zaigra njihova prinova Edmond Tomić iz prizrenske Lirije. Tomić je, naime, vukao dva žuta kartona dobivena još u Liriji te je morao pauzirati, ali su Riječani mislili da se kartoni brišu pa je kosovski Hrvat zaigrao.

Dinamo se žalio i nakon dva mjeseca natezanja u prvoj instanci dobio utakmicu s 3:0. Tada se žalila Rijeka, ali je njena žalba odbijena i Modri su kraj jeseni dočekali kao vodeći na ljestvici, s dva boda ispred Hajduka. Rijeka je uložila novu žalbu, koju joj je Nogometni savez Jugoslavije, suprotno vlastitim propisima, krajem ožujka 1979. usvojio.

Uslijedilo je još nekoliko preokreta jer je 13. travnja 1979. Komisija za propise opet dala za pravo Dinamu i njegovoj tvrdnji da Tomić nije smio nastupiti. Slučaj je tada došao do zadnje instance, Izvršnog odbora NSJ, koji je 20. travnja te godine konačno, i nezakonito, presudio u korist Rijeke. Tako je na čelo ljestvice izbio Hajduk i na koncu osvojio naslov zbog bolje gol-razlike.

Budući da bi s dva boda u Rijeci bio prvak, Dinamo je tužio NSJ srpskom Sudu udruženog rada, pod čijom je ingerencijom bila nogometna organizacija. Četiri godine kasnije, Sud je donio pravomoćnu presudu u korist Dinama, no NSJ se nije udostojio unijeti "ispravak pogrešnog navoda" u svoje papire.

I nakon raspada Jugoslavije i njenog nogometnog saveza, Hajduk je ostao upisan kao prvak za 1979. iako je Dinamo po zakonu i propisima osvojio dva boda više.
| mj.     | klub                  | ut. | pob. | ner. | por. | gol+ | gol- | gr  | bod |
| ------- | --------------------- | --- | ---- | ---- | ---- | ---- | ---- | --- | --- |
| 1.      | Hajduk Split          | 34  | 20   | 10   | 4    | 62   | 28   | +34 | 50  |
| 2.      | Dinamo Zagreb         | 34  | 21   | 8    | 5    | 67   | 38   | +29 | 50  |
| 3.      | Crvena zvezda Beograd | 34  | 16   | 9    | 9    | 51   | 33   | +18 | 41  |
| 4.      | Sarajevo              | 34  | 17   | 5    | 12   | 56   | 53   | +3  | 39  |
| 5.      | Velež Mostar          | 34  | 15   | 8    | 11   | 50   | 41   | +9  | 38  |
| 6.      | Budućnost             | 34  | 15   | 8    | 11   | 33   | 36   | –3  | 38  |
| 7.      | Radnički Niš          | 34  | 11   | 13   | 10   | 38   | 34   | +4  | 35  |
| 8.      | Sloboda Tuzla         | 34  | 11   | 10   | 13   | 34   | 34   | 0   | 32  |
| 9.      | Željezničar           | 34  | 14   | 4    | 16   | 45   | 52   | –7  | 32  |
| 10.     | Rijeka                | 34  | 10   | 11   | 13   | 35   | 34   | +1  | 31  |
| 11.     | Borac Banja Luka      | 34  | 11   | 9    | 14   | 45   | 56   | –11 | 31  |
| 12.     | Vojvodina             | 34  | 11   | 7    | 16   | 35   | 38   | –3  | 29  |
| 13.     | Osijek                | 34  | 8    | 13   | 13   | 32   | 39   | –7  | 29  |
| 14.     | Napredak Kruševac     | 34  | 9    | 11   | 14   | 43   | 51   | –8  | 29  |
| 15.     | Partizan              | 34  | 9    | 11   | 14   | 39   | 47   | –8  | 29  |
| 16.     | Olimpija Ljubljana    | 34  | 11   | 7    | 16   | 34   | 53   | –16 | 29  |
| 17.     | Zagreb                | 34  | 8    | 12   | 14   | 32   | 39   | –7  | 28  |
| 18.     | OFK Beograd           | 34  | 5    | 12   | 17   | 30   | 55   | –25 | 22  |
|         |                       |     |      |      |      |      |      |     |     |
| Izvori: |                       |     |      |      |      |      |      |     |     |

|  | Hajduk Split je prvak Jugoslavije i plasirao se na Kup prvaka 1979./80.                  |
|  | Dinamo Zagreb i Crvena zvezda plasirali su se na Kup UEFA 1979./80.                      |
|  | Rijeka osvaja Kup Jugoslavije i plasirala se na Europski kup pobjednika kupova 1979./80. |
|  | Zagreb i OFK Beograd ispali su u Drugu saveznu ligu                                      |

## Rezultati
| 1978./79. | 1978./79.          | HAJ | DIN | C.Z | SAR | VEL | BUD | R.N | SLO | ŽEL | RIJ | BBL | VOJ | OSI | NAP | PAR | OLI | ZAG | OFK |
| 1.        | Hajduk Split       |     | 1:2 | 1:0 | 5:0 | 3:0 | 1:0 | 2:1 | 1:1 | 3:2 | 2:1 | 3:1 | 2:0 | 1:0 | 4:0 | 2:0 | 3:0 | 1:0 | 3:0 |
| 2.        | Dinamo Zagreb      | 2:2 |     | 2:2 | 2:1 | 3:1 | 3:0 | 3:1 | 2:0 | 2:1 | 1:0 | 4:0 | 2:0 | 2:1 | 4:0 | 1:0 | 1:1 | 3:2 | 3:0 |
| 3.        | Crvena zvezda      | 1:3 | 1:2 |     | 0:1 | 1:0 | 1:0 | 2:1 | 3:2 | 5:2 | 0:0 | 1:0 | 1:0 | 1:1 | 3:3 | 3:0 | 3:1 | 2:0 | 5:1 |
| 4.        | Sarajevo           | 1:2 | 0:1 | 0:0 |     | 2:1 | 1:0 | 2:1 | 2:1 | 2:0 | 3:2 | 5:1 | 3:2 | 2:0 | 3:1 | 2:1 | 3:0 | 1:1 | 5:0 |
| 5.        | Velež Mostar       | 1:0 | 0:0 | 2:1 | 1:0 |     | 2:2 | 3:1 | 0:0 | 5:2 | 3:1 | 4:1 | 1:1 | 1:0 | 4:0 | 4:1 | 2:1 | 1:0 | 2:0 |
| 6.        | Budućnost          | 2:1 | 3:2 | 0:0 | 1:4 | 1:0 |     | 1:0 | 0:0 | 2:1 | 1:0 | 1:0 | 1:0 | 1:0 | 3:2 | 1:0 | 0:0 | 2:1 | 1:0 |
| 7.        | Radnički Niš       | 0:2 | 2:1 | 1:1 | 2:0 | 2:2 | 1:1 |     | 1:0 | 1:0 | 1:1 | 4:0 | 2:0 | 1:0 | 3:0 | 0:0 | 0:0 | 1:1 | 4:2 |
| 8.        | Sloboda Tuzla      | 1:2 | 2:0 | 1:0 | 5:0 | 1:1 | 2:1 | 1:1 |     | 3:1 | 1:0 | 1:0 | 1:0 | 1:0 | 0:0 | 0:1 | 4:0 | 0:0 | 0:0 |
| 9.        | Željezničar        | 2:2 | 0:1 | 0:1 | 4:2 | 1:0 | 1:1 | 1:0 | 1:0 |     | 1:0 | 3:0 | 2:4 | 2:1 | 1:1 | 2:2 | 2:0 | 2:1 | 3:1 |
| 10.       | Rijeka             | 2:2 | 2:1 | 1:0 | 5:2 | 0:0 | 1:0 | 0:0 | 0:0 | 1:0 |     | 2:0 | 3:0 | 3:3 | 1:1 | 2:0 | 0:1 | 2:0 | 0:0 |
| 11.       | Borac Banja Luka   | 3:2 | 2:2 | 2:1 | 1:1 | 3:0 | 2:0 | 1:1 | 2:1 | 3:0 | 2:2 |     | 2:0 | 1:0 | 1:2 | 0:0 | 4:0 | 3:0 | 2:1 |
| 12.       | Vojvodina          | 0:0 | 0:1 | 1:0 | 3:4 | 2:1 | 1:0 | 0:0 | 5:0 | 2:0 | 2:0 | 1:0 |     | 7:1 | 1:0 | 1:1 | 0:0 | 0:0 | 1:0 |
| 13.       | Osijek             | 1:1 | 1:2 | 2:2 | 0:1 | 2:0 | 1:1 | 1:1 | 2:0 | 2:0 | 0:0 | 2:2 | 2:0 |     | 1:0 | 1:1 | 3:0 | 1:0 | 1:1 |
| 14.       | Napredak Kruševac  | 0:0 | 2:2 | 0:1 | 0:0 | 3:1 | 1:2 | 4:1 | 2:2 | 0:1 | 3:1 | 4:1 | 2:0 | 1:1 |     | 2:2 | 1:0 | 3:0 | 2:3 |
| 15.       | Partizan           | 2:2 | 3:3 | 1:3 | 1:1 | 2:1 | 4:2 | 0:1 | 3:1 | 0:2 | 1:0 | 3:0 | 3:0 | 0:0 | 0:3 |     | 2:1 | 0:0 | 0:1 |
| 16.       | Olimpija Ljubljana | 1:2 | 3:2 | 0:2 | 3:1 | 2:3 | 0:1 | 1:0 | 1:0 | 2:1 | 1:0 | 2:2 | 3:1 | 1:1 | 3:0 | 2:4 |     | 1:0 | 1:0 |
| 17.       | Zagreb             | 1:1 | 2:2 | 0:0 | 3:1 | 2:2 | 2:0 | 0:1 | 2:0 | 1:2 | 0:2 | 2:2 | 1:0 | 2:0 | 1:0 | 1:0 | 3:0 |     | 3:3 |
| 18.       | OFK Beograd        | 0:0 | 2:3 | 2:4 | 3:0 | 0:1 | 1:1 | 1:1 | 0:2 | 1:2 | 2:0 | 1:1 | 0:0 | 0:1 | 0:0 | 2:1 | 2:2 | 0:0 |     |

| 1. kolo 12. 8. 1978. Rijeka – Dinamo Zagreb 2:1 Crvena zvezda – Budućnost 1:0 13. 8. 1978. Osijek – OFK Beograd 1:1 Velež – Borac Banja Luka 4:1 Vojvodina – Radnički Niš 0:0 Sarajevo – Željezničar 2:0 Zagreb – Hajduk 1:1 Sloboda – Olimpija 4:0 Partizan – Napredak 0:3 2. kolo 19. 8. 1978. Napredak – Crvena zvezda 0:1 20. 8. 1978. Osijek – Velež 2:0 Olimpija – Partizan 2:4 Hajduk – Sloboda 1:1 Željezničar – Zagreb 2:1 Dinamo Zagreb – Sarajevo 2:1 Radnički Niš – Rijeka 1:1 Borac Banja Luka – Vojvodina 2:0 OFK Beograd – Budućnost 1:1 3. kolo 23. 8. 1978. Velež – OFK Beograd 2:0 Vojvodina – Osijek 7:0 Rijeka – Borac Banja Luka 2:0 Sarajevo – Radnički Niš 2:1 Zagreb – Dinamo Zagreb 2:2 Sloboda – Željezničar 3:1 Partizan – Hajduk 2:2 Budućnost – Napredak 3:2 24. 8. 1978. Crvena zvezda – Olimpija 3:1 4. kolo 26. 8. 1978. Dinamo Zagreb – Sloboda 2:0 27. 8. 1978. Osijek – Rijeka 0:0 Velež – Vojvodina 1:1 Olimpija – Budućnost 0:1 Hajduk – Crvena zvezda 1:0 Željezničar – Partizan 2:2 Radnički Niš – Zagreb 1:1 Borac Banja Luka – Sarajevo 1:1 OFK Beograd – Napredak 0:0 5. kolo 2. 9. 1978. Crvena zvezda – Željezničar 5:2 3. 9. 1978. Vojvodina – OFK Beograd 1:0 Rijeka – Velež 0:0 Sarajevo – Osijek 2:0 Zagreb – Borac Banja Luka 2:2 Sloboda – Radnički Niš 1:1 Partizan – Dinamo Zagreb 3:3 Budućnost – Hajduk 2:1 Napredak – Olimpija 1:0 6. kolo 9. 9. 1978. Hajduk – Napredak 4:0 10. 9. 1978. Osijek – Zagreb 1:0 Velež – Sarajevo 1:0 Vojvodina – Rijeka 2:0 Željezničar – Budućnost 1:1 Dinamo Zagreb – Crvena zvezda 2:2 Radnički Niš – Partizan 0:0 Borac Banja Luka – Sloboda 2:1 OFK Beograd – Olimpija 2:2 7. kolo 16. 9. 1978. Partizan – Borac Banja Luka 3:0 17. 9. 1978. Rijeka – OFK Beograd 0:0 Sarajevo – Vojvodina 3:2 Zagreb – Velež 2:2 Sloboda – Osijek 1:0 Crvena zvezda – Radnički Niš 2:1 Budućnost – Dinamo Zagreb 3:2 Napredak – Željezničar 0:1 Olimpija – Hajduk 1:2 8. kolo 23. 9. 1978. OFK Beograd – Hajduk 0:0 Borac Banja Luka – Crvena zvezda 2:1 24. 9. 1978. Osijek – Partizan 1:1 Velež – Sloboda 0:0 Vojvodina – Zagreb 0:0 Rijeka – Sarajevo 5:2 Željezničar – Olimpija 2:0 Dinamo Zagreb – Napredak 4:0 Radnički Niš – Budućnost 1:1 9. kolo 7. 10. 1978. Partizan – Velež 2:1 8. 10. 1978. Sarajevo – OFK Beograd 5:0 Zagreb – Rijeka 0:2 Sloboda – Vojvodina 1:0 Crvena zvezda – Osijek 1:1 Budućnost – Borac Banja Luka 1:0 Napredak – Radnički Niš 4:1 Olimpija – Dinamo Zagreb 3:2 Hajduk – Željezničar 3:2 10. kolo 14. 10. 1978. Dinamo Zagreb – Hajduk 2:2 Velež – Crvena zvezda 2:1 15. 10. 1978. Osijek – Budućnost 1:1 Vojvodina – Partizan 1:1 Rijeka – Sloboda 0:0 Sarajevo – Zagreb 1:1 Radnički Niš – Olimpija 0:0 Borac Banja Luka – Napredak 1:2 OFK Beograd – Željezničar 1:2 11. kolo 28. 10. 1978. Hajduk – Radnički Niš 2:1 Partizan – Rijeka 1:0 29. 10. 1978. Zagreb – OFK Beograd 3:3 Sloboda – Sarajevo 5:0 Crvena zvezda – Vojvodina 1:0 Budućnost – Velež 1:0 Napredak – Osijek 1:1 Olimpija – Borac Banja Luka 2:2 Željezničar – Dinamo Zagreb 0:1 12. kolo 3. 11. 1978. Rijeka – Crvena zvezda 1:0 5. 11. 1978. Osijek – Olimpija 3:0 Velež – Napredak 4:0 Vojvodina – Budućnost 1:0 Sarajevo – Partizan 2:1 Zagreb – Sloboda 2:0 Radnički Niš – Željezničar 1:0 Borac Banja Luka – Hajduk 3:2 OFK Beograd – Dinamo Zagreb 2:3 13. kolo 11. 11. 1978. Partizan – Zagreb 0:0 12. 11. 1978. Sloboda – OFK Beograd 0:0 Crvena zvezda – Sarajevo 0:1 Budućnost – Rijeka 1:0 Napredak – Vojvodina 2:0 Olimpija – Velež 2:3 Hajduk – Osijek 1:0 Željezničar – Borac Banja Luka 3:0 Dinamo Zagreb – Radnički Niš 3:1 14. kolo 18. 11. 1978. Sloboda – Partizan 0:1 19. 11. 1978. Osijek – Željezničar 2:0 Velež – Hajduk 1:0 Vojvodina – Olimpija 0:0 Rijeka – Napredak 1:1 Sarajevo – Budućnost 1:0 Zagreb – Crvena zvezda 0:0 Borac Banja Luka – Dinamo Zagreb 2:2 OFK Beograd – Radnički Niš 1:1 15. kolo 26. 11. 1978. Partizan – OFK Beograd 0:1 Crvena zvezda – Sloboda 3:2 Budućnost – Zagreb 2:1 Napredak – Sarajevo 0:0 Olimpija – Rijeka 1:0 Hajduk – Vojvodina 2:0 Željezničar – Velež 1:0 Dinamo Zagreb – Osijek 2:1 Radnički Niš – Borac Banja Luka 4:0 16. kolo 29. 11. 1978. Osijek – Radnički Niš 1:1 Velež – Dinamo Zagreb 0:0 Vojvodina – Željezničar 2:0 Rijeka – Hajduk 2:2 Sarajevo – Olimpija 3:0 Zagreb – Napredak 1:0 Sloboda – Budućnost 2:1 Partizan – Crvena zvezda 1:3 OFK Beograd – Borac Banja Luka 1:1 17. kolo 2. 12. 1978. Budućnost – Partizan 1:0 3. 12. 1978. Crvena zvezda – OFK Beograd 5:1 Napredak – Sloboda 2:2 Olimpija – Zagreb 1:0 Hajduk – Sarajevo 5:0 Željezničar – Rijeka 1:0 Dinamo Zagreb – Vojvodina 2:0 Radnički Niš – Velež 2:2 Borac Banja Luka – Osijek 1:0 | 18. kolo 3. 3. 1979. Budućnost – Crvena zvezda 0:0 4. 3. 1979. Napredak – Partizan 2:2 Olimpija – Sloboda 1:0 Hajduk – Zagreb 1:0 Željezničar – Sarajevo 4:2 Dinamo Zagreb – Rijeka 1:0 Radnički Niš – Vojvodina 2:0 Borac Banja Luka – Velež 3:0 OFK Beograd – Osijek 0:1 19. kolo 10. 3. 1979. Sloboda – Hajduk 1:2 Crvena zvezda – Napredak 3:3 11. 3. 1978. Velež – Osijek 1:0 Vojvodina – Borac Banja Luka 1:0 Rijeka – Radnički Niš 0:0 Sarajevo – Dinamo Zagreb 0:1 Zagreb – Željezničar 1:2 Partizan – Olimpija 2:1 Budućnost – OFK Beograd 1:0 20. kolo 17. 3. 1979. Olimpija – Crvena zvezda 0:2 18. 3. 1979. Osijek – Vojvodina 2:0 Napredak – Budućnost 1:2 Hajduk – Partizan 2:0 Željezničar – Sloboda 1:0 Dinamo Zagreb – Zagreb 3:2 Radnički Niš – Sarajevo 2:0 Borac Banja Luka – Rijeka 2:2 OFK Beograd – Velež 0:1 21. kolo 24. 3. 1979. Partizan – Željezničar 0:2 25. 3. 1979. Vojvodina – Velež 2:1 Rijeka – Osijek 3:3 Sarajevo – Borac Banja Luka 5:1 Zagreb – Radnički Niš 0:1 Sloboda – Dinamo Zagreb 2:0 Crvena zvezda – Hajduk 1:3 Budućnost – Olimpija 0:0 Napredak – OFK Beograd 2:3 22. kolo 7. 4. 1979. Željezničar – C.Zvezda 0:1 8. 4. 1979. Osijek – Sarajevo 0:1 Velež – Rijeka 3:1 Olimpija – Napredak 3:0 Hajduk – Budućnost 1:0 Dinamo Zagreb – Partizan 1:0 Radnički Niš – Sloboda 1:0 Borac Banja Luka – Zagreb 3:0 OFK Beograd – Vojvodina 0:0 23. kolo 14. 4. 1979. Partizan – Radnički Niš 0:1 15. 4. 1979. Rijeka – Vojvodina 3:0 Sarajevo – Velež 2:1 Zagreb – Osijek 2:0 Sloboda – Borac Banja Luka 1:0 Crvena zvezda – Dinamo Zagreb 1:2 Budućnost – Željezničar 2:1 Napredak – Hajduk 0:0 Olimpija – OFK Beograd 1:0 24. kolo 20. 4. 1979. Radnički Niš – Crvena zvezda 1:1 21. 4. 1979. Dinamo Zagreb – Budućnost 3:0 22. 4. 1979. Osijek – Sloboda 2:0 Velež – Zagreb 1:0 Vojvodina – Sarajevo 3:4 Hajduk – Olimpija 3:0 Željezničar – Napredak 1:1 Borac Banja Luka – Partizan 0:0 OFK Beograd – Rijeka 2:0 25. kolo 28. 4. 1979. Partizan – Osijek 0:0 29. 4. 1979. Sarajevo – Rijeka 3:2 Zagreb – Vojvodina 1:0 Sloboda – Velež 1:1 Crvena zvezda – Borac Banja Luka 1:0 Budućnost – Radnički Niš 1:0 Napredak – Dinamo Zagreb 2:2 Olimpija – Željezničar 2:1 Hajduk – OFK Beograd 3:0 26. kolo 5. 5. 1979. Osijek – Crvena zvezda 2:2 6. 5. 1979. Velež – Partizan 4:1 Vojvodina – Sloboda 5:0 Rijeka – Zagreb 2:0 Željezničar – Hajduk 2:2 Dinamo Zagreb – Olimpija 1:1 Radnički Niš – Napredak 3:0 Borac Banja Luka – Budućnost 2:0 OFK Beograd – Sarajevo 3:0 27. kolo 9. 5. 1979. Zagreb – Sarajevo 3:1 Sloboda – Rijeka 1:0 Partizan – Vojvodina 3:0 Budućnost – Osijek 1:0 Napredak – Borac Banja Luka 4:1 Olimpija – Radnički Niš 1:0 Hajduk – Dinamo Zagreb 1:2 Željezničar – OFK Beograd 3:1 16. 5. 1979. Crvena zvezda – Velež 1:0 28. kolo 13. 5. 1979. Osijek – Napredak 1:0 Velež – Budućnost 2:2 Vojvodina – Crvena zvezda 1:0 Rijeka – Partizan 2:0 Sarajevo – Sloboda 2:1 Dinamo Zagreb – Željezničar 2:1 Radnički Niš – Hajduk 0:2 Borac Banja Luka – Olimpija 4:0 OFK Beograd – Zagreb 0:0 29. kolo 19. 5. 1979. Hajduk – Borac Banja Luka 3:1 20. 5. 1979. Sloboda – Zagreb 0:0 Budućnost – Vojvodina 1:0 Napredak – Velež 3:1 Olimpija – Osijek 1:1 Željezničar – Radnički Niš 1:0 Dinamo Zagreb – OFK Beograd 3:0 6. 6. 1979. Partizan – Sarajevo 1:1 Crvena zvezda – Rijeka 0:0 30. kolo 26. 5. 1979. Radnički Niš – Dinamo Zagreb 2:1 27. 5. 1979. Osijek – Hajduk 1:1 Velež – Olimpija 2:1 Vojvodina – Napredak 1:0 Rijeka – Budućnost 1:0 Sarajevo – Crvena zvezda 0:0 Zagreb – Partizan 1:0 Borac Banja Luka – Željezničar 3:0 OFK Beograd – Sloboda 0:2 31. kolo 30. 5. 1979. Crvena zvezda – Zagreb 2:0 Budućnost – Sarajevo 1:4 Napredak – Rijeka 3:1 Olimpija – Vojvodina 3:1 Hajduk – Velež 3:0 Željezničar – Osijek 2:1 Dinamo Zagreb – Borac Banja Luka 4:0 Radnički Niš – OFK Beograd 4:2 31. 5. 1979. Partizan – Sloboda 3:1 32. kolo 2. 6. 1979. Osijek – Dinamo Zagreb 1:2 3. 6. 1979. Velež – Željezničar 5:2 Vojvodina – Hajduk 0:0 Rijeka – Olimpija 0:1 Sarajevo – Napredak 3:1 Zagreb – Budućnost 2:0 Sloboda – Crvena zvezda 1:0 Borac Banja Luka – Radnički Niš 1:1 OFK Beograd – Partizan 2:1 33. kolo 10. 6. 1979. Crvena zvezda – Partizan 3:0 Budućnost – Sloboda 0:0 Napredak – Zagreb 3:0 Olimpija – Sarajevo 3:1 Hajduk – Rijeka 2:1 Željezničar – Vojvodina 2:4 Dinamo Zagreb – Velež 3:1 Radnički Niš – Osijek 1:0 Borac Banja Luka – OFK Beograd 2:1 34. kolo 17. 6. 1979. Osijek – Borac Banja Luka 2:2 Velež – Radnički Niš 3:1 Vojvodina – Dinamo Zagreb 0:1 Rijeka – Željezničar 1:0 Sarajevo – Hajduk 1:2 Zagreb – Olimpija 3:0 Sloboda – Napredak 0:0 Partizan – Budućnost 4:2 OFK Beograd – Crvena zvezda 2:4 |

## Prvaci
NK Hajduk Split
trener: Tomislav Ivić
Igrači (odigrao utakmica/postigao pogodaka):
 Boriša Đorđević 32/4 
Šime Luketin 32/3
 Vedran Rožić 32 
Mišo Krstičević 30/8
Luka Peruzović 30
 Boro Primorac 29/10 
 Dražen Mužinić 29 
Ivica Šurjak 27/6
 Zlatko Vujović 25/9
 Nenad Šalov 25/1 
Ivan Budinčević 21 (vratar)
 Zoran Vujović 19/4
 Slaviša Žungul 17/12
 Davor Čop 16/2
 Mićun Jovanić 16/2 
Špiro Ćosić 11 (vratar)
Damir Maričić 9
 Ivica Matković 4
 Mario Boljat 3/1
 Robert Juričko 2 
Milorad Nižetić 2 (vratar)
 Marijan Zovko 2 
 Ivan Gudelj 1
 Ivan Katalinić 1 (vratar)
Izvori:

## Statistika

### Ljestvica strijelaca
| Pl. | Ime                    | Klub             | Pogodaka |
| --- | ---------------------- | ---------------- | -------- |
| 1.  | Dušan Savić            | Crvena zvezda    | 24       |
| 2.  | Vahid Halilhodžić      | Velež Mostar     | 16       |
| 3.  | Safet Sušić            | Sarajevo         | 15       |
| 4.  | Slobodan Santrač       | Partizan         | 14       |
| 5.  | Snješko Cerin          | Dinamo Zagreb    | 13       |
| 5.  | Abid Kovačević         | Borac Banja Luka | 13       |
| 5.  | Zlatko Kranjčar        | Dinamo Zagreb    | 13       |
| 5.  | Ivan Lukačević         | Osijek           | 13       |
| 9.  | Muhamed Ibrahimbegović | Borac Banja Luka | 12       |
| 9.  | Vladimir Jocić         | Radnički Niš     | 12       |
| 9.  | Miloš Kostić           | OFK Beograd      | 12       |
| 9.  | Srebrenko Repčić       | Sarajevo         | 12       |
| 9.  | Slaviša Žungul         | Hajduk Split     | 12       |

## Poveznice
- Druga savezna liga 1978./79.
- Treći rang prvenstva Jugoslavije 1978./79.
- Kup maršala Tita 1978./79.

## Vanjske poveznice
- www.strategija.org
  - Utakmice koje se pamte: Crvena zvezda – Hajduk 1:3 (1979)
- www.historical-lineups.com
  - Godišnjak
  - Klubovi
  - Weeks 01 – 12  (13.08.1978  –  05.11.1978)
  - Weeks 13 – 22  (12.11.1978  –  08.04.1979)
  - Weeks 23 – 34  (16.04.1979  –  17.06.1979)
- Eu-football.info